# Diego Rodríguez Fernández
Diego Rodríguez Fernández (La Orotava, 1960. április 20. –) spanyol válogatott labdarúgó, edző.

## Pályafutása

### Klubcsapatban
La Orotavában született, Tenerifén, a Kanári-szigeteken. Pályafutását a Tenerife csapatában kezdte, majd 1982-ben a Real Betishez igazolt, ahol hat éven keresztül játszott. 1988-ban a rivális Sevillához igazolt, melynek színeiben nyolc évig szerepelt. 1996 és 1998 között az Albacete játékosa volt. 

### A válogatottban
1988-ban 1 alkalommal szerepelt a spanyol válogatottban. Egy Csehszlovákia elleni barátságos mérkőzésen mutatkozott be 1988. február 24-én, melyet 2–1 arányban elveszítettek. Részt vett az 1988-as Európa-bajnokságon.

## Külső hivatkozások
- Diego Rodríguez Fernández adatlapja a National-Football-Teams.com oldalon (angolul)

- Diego Rodríguez Fernández (angol nyelven). FootballDatabase.eu
- Diego Rodríguez Fernández (angol nyelven). eu-football.info
- Diego Rodríguez Fernández (angol, katalán, spanyol nyelven). BDFutbol.com
- Diego Rodríguez Fernández adatlapja a worldfootball.net oldalon (angolul)